# Blanco (cantante)
Blanco, pseudonimo di Riccardo Fabbriconi (Brescia, 10 febbraio 2003), è un cantautore italiano.
Salito alla ribalta nel 2021 con i successi numero uno La canzone nostra e Mi fai impazzire, Blanco ha pubblicato il suo disco d'esordio Blu celeste, trainato dai singoli Notti in bianco, Ladro di fiori, Paraocchi, l'omonimo brano e Finché non mi seppelliscono, nel settembre dello stesso anno. Nel 2022 ha vinto il 72º Festival di Sanremo con Brividi, un duetto con Mahmood entrato nelle classifiche di vari Paesi e con il quale ha rappresentato l'Italia all'Eurovision Song Contest 2022, classificandosi al sesto posto.

## Biografia

### Primi anni
Nato a Brescia da padre originario di Nepi e madre lombarda ha vissuto gran parte dell'infanzia tra Calvagese della Riviera, Brescia e Desenzano del Garda, dove ha frequentato la scuola. Da piccolo ascoltava Lucio Battisti, Lucio Dalla e Pino Daniele grazie al padre, nonché gran parte del pop radiofonico; durante l'adolescenza, si è poi avvicinato al mondo dell'hip hop.

### 2020-2022:Blu celestee il successo commerciale
Tra maggio e giugno 2020 pubblica su SoundCloud i brani Sottogonna, Ruggine e Amatoriale, prodotti da Michelangelo. A giugno dello stesso anno pubblica, sempre su SoundCloud, l'EP Quarantine Paranoid, con il quale si fa notare dalla Universal Music, che gli propone un contratto discografico. Fa seguito il singolo di debutto Belladonna (Adieu), mentre a luglio viene pubblicato Notti in bianco, diventata una sleeper hit durante l'estate 2021, raggiungendo il 2º posto della Top Singoli della FIMI. Prima del grande debutto avvenuto con la pubblicazione de La canzone nostra, singolo realizzato in collaborazione con il produttore Mace e il rapper Salmo reso disponibile l'8 gennaio 2021, Blanco aveva pubblicato Ladro di fiori.
La canzone nostra nei mesi successivi riscuote grande successo, tanto da arrivare primo nella classifica dei singoli italiana, prima volta per un singolo di Blanco; ha ricevuto sei dischi di platino per aver prodotto oltre 600 000 unità vendute, mentre Ladro di fiori raggiunge le 200 000 vendite e di conseguenza due dischi di platino.
Il 25 febbraio 2021 è uscito Paraocchi, in grado anch'esso di raggiungere la top ten della hit parade. Il 18 giugno 2021 viene pubblicato il singolo Mi fai impazzire, che vede la partecipazione del rapper Sfera Ebbasta; dopo aver asceso la Top Singoli, sale al primo posto, posizione che mantiene per otto settimane consecutive, venendo certificato nonuplo platino con 900 000 unità.
Il 10 settembre 2021 l'artista pubblica il disco d'esordio Blu celeste, contenente nove tracce inedite prodotte da Michelangelo, nonché i singoli precedentemente pubblicati Notti in bianco, Ladro di fiori e Paraocchi. Il disco, che ha debuttato direttamente al primo posto della classifica degli album italiana, è stato certificato disco d'oro dalla FIMI dopo una settimana per aver totalizzato oltre 25 000 unità di vendita a livello nazionale e disco di platino la settimana successiva. Nello stesso periodo di riferimento, l'omonimo singolo si è piazzato in cima alla relativa classifica e il cantante ha occupato l'intera top ten con i suoi brani; inoltre, tutte e dodici le tracce contenute all'interno dell'album sono contemporaneamente apparse nella medesima classifica. Nel novembre 2021 viene estratto come singolo radiofonico Finché non mi seppelliscono.

### 2022: la vittoria al Festival di Sanremo e l'Eurovision Song Contest
Nel febbraio 2022 ha partecipato all'annuale 72º Festival di Sanremo, in duetto con Mahmood, con il quale ha interpretato il brano Brividi. Il brano vince la competizione e viene designato come rappresentante dell'Italia all'Eurovision Song Contest 2022 di Torino. La critica ha osservato come per la prima volta nella storia del Festival un'esibizione abbia messo sullo stesso piano l'amore omosessuale e quello tra un uomo e una donna. Il pezzo, con oltre 3,3 milioni di ascolti in 24 ore, ha stabilito il primato di brano con il maggior numero di riproduzioni in streaming raccolte in una giornata su Spotify in suolo italiano; debutta inoltre al primo posto della classifica italiana. Nella Global 200 datata il 19 febbraio 2022, che cataloga le canzoni più scaricate e ascoltate a livello globale secondo Billboard, il singolo è posizionato in 15ª posizione, in risalita rispetto alla 141 della settimana precedente. In occasione della finale dell'Eurovision Song Contest nel maggio successivo, Mahmood e Blanco si sono piazzati al sesto posto su 25 partecipanti nella classifica finale con 268 punti totalizzati.
Il 18 aprile 2022 Blanco si è esibito a piazza San Pietro, scelto dalla CEI per introdurre l'incontro di papa Francesco, occasione in cui ha proposto il brano Blu celeste, accompagnato da Michelangelo. Nei giorni precedenti all'esibizione, la scelta dell'artista bresciano era stata criticata dal vescovo di Ventimiglia, mons. Antonio Suetta, che aveva ritenuto il messaggio veicolato dalle performance del cantante «non idoneo a un contesto cattolico»; tuttavia, negli stessi giorni il responsabile della CEI, don Michele Falabretti, aveva risposto alle perplessità, rinnovando le motivazioni della decisione di invitare Blanco all'evento. Nello stesso periodo rivista Forbes Italia lo ha inserito tra gli under 30 italiani che avranno maggiore impatto nel futuro per la categoria musica.
Il 3 giugno 2022 è stato pubblicato il singolo Nostalgia, prodotto da Michelangelo, con ha ottenuto il suo quattordicesimo ingresso in top ten nella Top Singoli. A cavallo tra la primavera e l'estate dello stesso anno si è svolto il Blu celeste tour, che ha registrato una vendita complessiva di oltre 300 000 biglietti.

### 2023-presente:Innamorato
Il 27 gennaio 2023 Blanco è tornato sulle scene con il singolo L'isola delle rose, presentato dal vivo due settimane dopo al Festival di Sanremo. La collaborazione con Mina, frutto di Un briciolo di allegria, assieme al singolo precedente, hanno trainato il secondo album di inediti Innamorato, la cui uscita è invece avvenuta il 14 aprile seguente. Si tratta del secondo LP dell'artista a esordire in vetta alla Classifica FIMI Album e a collocare tutte le tracce contenute al suo interno nella Top Singoli; allo stesso tempo, Un briciolo di allegria, certificata doppio platino, è divenuta la sua quinta numero uno in Italia. Successivamente esce Bon ton, singolo di Drillionaire in collaborazione con Blanco, Lazza, Sfera Ebbasta e Michelangelo. Raggiunge anch'esso la posizione numero uno.
Il 4 luglio 2023, nell'ambito della tournée Innamorato stadi, Blanco è diventato l'artista più giovane ad essersi esibito presso lo Stadio Olimpico. La seconda data del tour lo ha visto esibirsi allo Stadio San Siro di Milano.
Il 31 ottobre 2023, è stato annunciato Bruciasse il cielo, un documentario incentrato sul cantante, presentato il successivo 9 novembre sulla piattaforma streaming Prime Video. Il progetto è stato accompagnato dalla pubblicazione del singolo omonimo il 10 novembre seguente.
Il 12 aprile 2024 è stato pubblicato il singolo di Baby Gang, Adrenalina, che vede la partecipazione di Blanco (insieme a Marracash) in qualità di ospite. Il 21 giugno seguente, l'artista pubblica il singolo Desnuda, cantato interamente in spagnolo e ispirato da un viaggio a Medellín, in Colombia, dov'è stato realizzato anche il videoclip del brano. Nel settembre dello stesso anno, il suo brano Ancora, ancora, ancora è stato incluso nella colonna sonora di EA Sports FC 25.
Nel 2025 è stato autore di tre brani presentati al Festival di Sanremo 2025: Se t'innamori muori di Noemi, Lentamente di Irama e La cura per me di Giorgia. Il 9 maggio 2025 ha pubblicato il suo nuovo singolo Piangere a 90, scritto insieme a Tananai. Il 20 giugno è uscito il singolo Maledetta rabbia.

## Controversie
Il 7 febbraio 2023 Blanco era ospite della prima serata del 73º Festival di Sanremo: dopo aver eseguito la canzone vincitrice dell'edizione precedente, Brividi, che lo ha visto trionfare insieme a Mahmood, il cantante ha poi presentato l'inedito L'isola delle rose. A un certo punto, innervosito a causa di problemi tecnici che non gli consentivano la continuazione del brano, Blanco distrusse gli arredi floreali di rose presenti sul palco; il gesto è stato ampiamente fischiato dal pubblico in sala e criticato nei social network ed è arrivata la richiesta di bandire il cantante dal festival.
Il giorno successivo il cantante si è scusato tramite i social; il medesimo giorno il direttore artistico del Festival Amadeus ha dichiarato che il gesto non era preparato, ma che tuttavia «durante le prove c'era una quantità di rose notevole sul palco, Blanco ha provato due o tre volte proprio perché era difficile posizionare le rose. Era previsto che lui a un certo punto desse un calcio alle rose, è stato detto che poteva rotolarsi o finire sulla batteria, di questo ero assolutamente a conoscenza» e che «è stata una sorpresa anche per me vederlo così ieri sera. Non mi sento di dargli una punizione, spero che lui capisca da solo quello che ha fatto, per il bene suo e della sua carriera». La flower stylist dell'esibizione, Jessica Tua, ha dichiarato che il gesto era parzialmente previsto dall'esibizione, affermando: «Questa cosa era preventivata, nel video infatti se la prende un po' con le rose, nelle prove era una parte integrante. Era tutto previsto, ma non la parte finale, doveva essere più soave la cosa. L'intento era quello di riprodurre il video, ma poi la cosa è degenerata». Federica Lentini, vicedirettrice dell'Intrattenimento Prime Time, si era soffermata sull'errore tecnico, sostenendo che c'erano due ricevitori ed è stato assegnato al cantante l'in-ear monitor sbagliato.
L'8 febbraio 2023 il Codacons ha presentato un esposto alla Procura di Imperia per valutare l'esistenza di un'ipotesi di reato, dichiarando in un esposto: «Blanco sarà chiamato a risarcire i danni prodotti alla Rai e a rispondere del reato di danneggiamento; [...] L'aver distrutto la scenografia del Festival potrebbe realizzare veri e propri reati. Oltre all'aspetto penale, la distruzione operata da Blanco ha prodotto un evidente danno economico ai cittadini: la scenografia dell'Ariston è infatti pagata dagli utenti italiani che finanziano la Rai attraverso il canone, e il danneggiamento a vasi e fiori ha determinato uno spreco di soldi pubblici che ora l'artista dovrà risarcire».
Il 16 febbraio seguente la Procura di Imperia ha aperto un'indagine nei confronti di Blanco con l'accusa di danneggiamento allo Stato. L'AGCOM ha inoltre annunciato che, per il gesto compiuto dal cantante, la Rai possa aver violato le indicazioni dell'Organismo dei regolatori europei delle comunicazioni elettroniche e del Codice di autoregolamentazione TV e minori, approvato il 29 novembre 2002, recepito poi dalla legge 112/2004 e dal Testo Unico della radiotelevisione (art. 34), poiché i fatti compiuti sono avvenuti entro le ore 23:00, contrariamente alla direttiva.

## Discografia
- 2021 – Blu celeste
- 2023 – Innamorato

## Tournée
- 2022 – Blu celeste tour
- 2023 – Innamorato stadi

## Partecipazioni a manifestazioni canore
- Eurovision Song Contest
  - 2022 – 6º posto con Brividi, in duetto con Mahmood
- Festival di Sanremo (Rai 1)
  - 2022 – 1º posto con Brividi, in duetto con Mahmood

## Filmografia
- Bruciasse il cielo, regia di Simone Peluso (2023)

## Riconoscimenti
- Festival di Sanremo
  - 2022 – Vincitore della 72ª edizione con Brividi (con Mahmood)[22]
  - 2022 – Targa in via Matteotti a Sanremo per Brividi (con Mahmood)[22]
- Forbes Italia
  - 2022 – Inserimento tra gli under 30 italiani di maggiore impatto nel futuro nella categoria "Musica"[30]